# Rørvig Sogn
Rørvig Sogn er et sogn i Odsherred Provsti (Roskilde Stift).
I 1800-tallet var Rørvig Sogn anneks til Nykøbing Sj Sogn. Rørvig Sogn hørte til Odsherred i Holbæk Amt, Nykøbing Sj Sogn lå i Nykøbing Sjælland Købstad, som kun geografisk hørte til herredet. Rørvig sognekommune blev ved kommunalreformen i 1970 indlemmet i Nykøbing-Rørvig Kommune, der ved strukturreformen i 2007 indgik i Odsherred Kommune.
I Rørvig Sogn ligger Rørvig Kirke.
I sognet findes følgende autoriserede stednavne:
- Byvænget (bebyggelse)
- Dybesø (bebyggelse, vandareal)
- Flyndersø (bebyggelse, vandareal)
- Fyrrevænget (bebyggelse)
- Hovvig (areal, ejerlav)
- Højsand (bebyggelse)
- Kirkevænget (bebyggelse)
- Korshage (areal, bebyggelse)
- Lokkemose (bebyggelse)
- Lyngvænget (bebyggelse)
- Mellemled (bebyggelse)
- Nakke (bebyggelse, ejerlav)
- Nakke Lyng (bebyggelse)
- Nakkehage (bebyggelse)
- Nordlandshuse (bebyggelse)
- Nørrevang (bebyggelse)
- Oddermose (bebyggelse)
- Rørmose (bebyggelse)
- Rørvig (bebyggelse, ejerlav)
- Skansehage (bebyggelse)
- Solvænget (bebyggelse)
- Søndervang (bebyggelse)